# Шевченкове
Шевче́нкове (укр. Шевче́нкове; /ˈʃɛu̯tʃenkowe/ⓘ) је село у Украјини у Измаилском рајону Одеске области. Припада градској заједници Килији, једној од хромада Украјине. Удаљен је 63 км од центра града рајону и 28 км од жељезничке станице Дзинилор. Територија има равну топографију. Велика група водних тијела у сливу Дунава и сјеверног Црног мора концентрисана је у радијусу од 30 км. Према попису из 2001. године у селу је живело 5.625 становника, површина је 6,37 km² (пољопривредно земљиште — 98,68 km²), и по оба показатеља је највеће село у рајону.
Село је основано 1790. године као слобода Карамахмет Османског царства. Село Шевченкове је преименовано 14. новембра 1945. у част песника-кобзара Тараса Шевченка. Од 17. јула 2020. године, у оквиру административне реформе у Украјини, Шевченкове је постало део Измаилског рајона након укидања Килијског рајона.

## Галерија
- Палата културе
- Купола храма Светог Јована (од 2023. — Православна црква Украјине)
- Зграда Баптистичке цркве, која се назива и Дом Јеванђеља

## Историја
1776. године, поред имања генерала османске војске Кара Махмета, на обали потока Техија, појавило се прво украјинско насеље, које су основале козачке породице из Запорошке Сече. 23 April [по јулијанском 12 April] 1790. насеље је претворено у слободу. Године 1812, након Букурештанског уговора, постао је део Бесарабске области Руске империје. Године 1856., као резултат Париског уговора, насеље је постало део држава које су биле под сузеренатином Отоманског царства: Кнежевина Молдавија (1856–1859), Уједињене Кнежевине Молдавија и Влашка (1859–1862), Уједињене Кнежевине Румуније (1862–1866), Кнежевина Румунија (1866–1878). Слобода је постала село, а за становнике је уведен радна обавеза и порез. Године 1878, према Берлинском споразуму, село је враћено Бесарабској губернији Руског царства, а Кнежевина Румунија је добила независност. Године 1917, након распада Руске империје, село је постало део самопроглашене Молдавске Демократске Републике, формиране у бившој Бесарабској губернији. Године 1918. Краљевина Румунија је увела румунске трупе у Губернаторство Бесарабију (укључујући и село) и донета је одлука да се Бесарабија припоји Краљевини Румунији. Године 1940, према споразуму Рибентроп-Молотов, Совјетски Савез је припојио Бесарабију Совјетском Савезу, а село је припало Украјинској ССР. 1941. године, након почетка операције Барбароса од стране фашиста, село је окупирала Краљевина Румунија. Године 1944, током друге офанзиве Јашко-Кишињевске, Совјетска армија је ослободила село од фашиста, а 14. новембра 1945. је преименовано у Шевченкове. 1991. године, након распада Совјетског Савеза, село је постало део Украјине.

## Становништво
Расподела становништва по матерњем језику:
Према попису из 2001. године, већина становништва Шевченкове је говорила украјинским говорним језиком (96,85%).